# Перлина Боролдая
Перлина Боролдая (рос. Жемчужина Боролдая) — печера в Казахстані, на плато Боролдайтау, південно-східні відроги Сирдар'їнського Каратау гірської системи Тянь-Шань. Печера вертикального типу простягання. Загальна протяжність — невідома. Глибина печери становить 80 м. Категорія складності проходження ходів печери — 2А.